# Mátxcơva - Mùa thay lá
Mátxcơva - Mùa thay lá (Tên cũ: Tìm nhau trong nỗi nhớ) là một bộ phim truyền hình được thực hiện bởi Trung tâm Phim truyền hình Việt Nam, Đài Truyền hình Việt Nam do Trọng Trinh làm đạo diễn. Phim phát sóng vào lúc 20h10 bắt đầu từ ngày 30 tháng 1 năm 2017 và kết thúc vào ngày 2 tháng 2 năm 2017 trên kênh VTV1.

## Nội dung
Mátxcơva – Mùa thay lá xoay quanh Minh (Hồng Đăng) và Phương (Hồng Diễm), họ đã từng dệt nên mối tình đầu lãng mạn, sâu sắc. Nhưng vì một biến cố mà chuyện tình cả hai đi đến dang dở. Thời gian qua đi, tình cờ gặp lại nhau giữa thủ đô Moskva của nước Nga, hai người vẫn không thể ngăn trái tim mình rung động, xao xuyến. Nhưng giờ đây, ngăn cách giữa họ lại là cả một "hố sâu" của danh phận, trách nhiệm. Những éo le, trắc trở, giằng xé trong tình yêu của Minh và Phương được đẩy lên đến cực điểm bởi những mâu thuẫn, xung đột giữa cảm xúc và lý trí, giữa ân nghĩa và tiền bạc, tình yêu và công việc...

## Diễn viên
- Hồng Đăng trong vai Minh[7]
- Hồng Diễm trong vai Phương[7]
- Việt Anh trong vai Đức[7]
- Lê Phương Anh trong vai Hà[7]
- Trọng Trinh trong vai Ông Trung[2]
- Thùy Linh trong vai Linh
- Thu Trang trong vai Trang

Và một số diễn viên khác...

## Giải thưởng
| Năm  | Giải thưởng  | Hạng mục                  | (Người) đề cử | Kết quả | Tham khảo |
| ---- | ------------ | ------------------------- | ------------- | ------- | --------- |
| 2017 | Ấn tượng VTV | Nữ diễn viên ấn tượng     | Hồng Diễm     | Đề cử   | [ 8 ]     |
| 2017 | Ấn tượng VTV | Nam diễn viên ấn tượng    | Hồng Đăng     | Đề cử   | [ 9 ]     |
| 2017 | Ấn tượng VTV | Phim truyền hình ấn tượng | —             | Đề cử   | [ 9 ]     |